# 星华公路
星华公路是中華人民共和國上海市嘉定區一條道路，共分三段。最北端的一段道路為東至西走向，東西兩端均為曹安公路，北段道路全长7.5公里，路宽10.5米至15.5米，為水泥路面，有桥梁6座，总长129.6米。道路始建於1935年，當時為苏沪公路一部分。中華人民共和國建國後改称翔黄公路。1958年，修築翔黄公路至洪桥弄段，起名翔黄支路，全长0.7公里，路宽3米，碎石路面。1983年拓宽至7米，渣油路面。1998年改建为10.5米宽水泥路面。1993年，修建自华庄路至曹安公路段道路。同年新建道路与翔黄公路西段、翔黄支路合称星华公路。